# Кантелуб, Жозеф
Жозе́ф Кантелу́б (полное имя — Мари́-Жозе́ф Кантелу́б де Маларе́ (фр. Marie-Joseph Canteloube de Malaret; 21 октября 1879, Анноне, деп-т Ардеш, Франция — 4 ноября 1957 года, Гриньи, Франция) — французский композитор, музыковед, собиратель фольклора. Хорошо известен циклом «Песни Оверни», составленным из народных песен в оркестровой обработке.

## Биография
Жозеф Кантелуб родился в 1879 году в небольшом городке исторической провинции Овернь в Провансе. С шести лет учился игре на фортепиано у Амелии Дётцер, приятельницы Фредерика Шопена. Завершив бакалавриат, работал в банке в Бордо. После смерти отца в 1896 году вернулся в семейное имение Маларе в Антоннэ. Когда 1899 году умерла его мать, Кантелуб стал единоличным владельцем семейного имения. В 1901 году женился на Шарлотте Каларе, которая в 1903 родила близнецов.
Обучение у Венсана д’Энди Кантелуб начал 1901 году по переписке, не желая уезжать из имения. Под нажимом д’Энди Кантелуб в 1907 году всё же поступил в парижскую консерваторию «Schola cantorum» и учился до начала Первой мировой войны в 1914 году. В консерватории Кантелуб сдружился с её студентом, композитором де Севераком.
В 1907 году Кантелуб написал сюиту «В горах» (фр. Dans la montagne) в четырёх частях для скрипки и фортепиано. За ней последовали другие значительные произведения: Colloque sentimental для голоса и струнного квартета (1908), Eglogue d’Automne для оркестра (1910), симфоническая поэма Vers la Princesse lointaine(1912), Aù printemps для голоса и оркестра, вокальный цикл L’Arada (1922).
На создание первой оперы «Хутор» (фр. Le mas) на окситанском языке по собственному либретто у Кантелуба ушло пятнадцать лет, с 1910 по 1925 годы, на время войны композитор приостановил работу над оперой. «Хутор» получил приз музыкального издательства «Heugel» и премию 100 000 франков. Однако руководству парижской Опера-комик опера понравилась гораздо меньше, чем членам жюри. После премьеры, состоявшейся под давлением издателя лишь 3 апреля 1929 года, опера больше никогда не исполнялась. Вторую оперу, четырёхактный «Верцингеториг», Кантелуб написал на либретто Этьена Клементеля (мэра Рьома) и Эрве Лювика. Оперу на исторический сюжет о поражении галлов во главе с предводителем в сражении с войсками Цезаря зрители увидели в Парижской Опере 22 июня 1933 года, но критика посчитала её недостаточно сценичной.
В 1925 году Кантелуб в Париже организовал кружок La Bourrée из группы молодых овернцев, готовых пропагандировать красоту и фольклор своей родины. Сам Кантелуб полагал, что «крестьянские песни часто поднимаются до уровня чистейшего искусства, если не в форме, то в эмоциональности и выразительности». Он издал несколько сборников собственных обработок народных песен, в том числе «Песни Верхней Оверни», альбомы песен Руэрга, Лимузена и Керси, песнопения Оверни, «Гимн Галлии» на стихи Лебеска.
В 1941 году Кантелуб вошёл в состав правительства в Виши, в период оккупации публиковался в монархистской газете «Аксьон Франсез». Полагая, что радио — наилучший способ популяризации народной музыки, нередко участвовал в радиопередачах «Песни Франции».
Не прерывая сочинительской и музыковедческой деятельности, Кантелуб продолжал собирательство народных песен. Впоследствии они были опубликованы в издательствах Didier и Heugel. Кантелуб — автор биографий д’Энди (1949) и Северака (1950). Центральное сочинение Кантелуба — сборник «Песни Оверни» (1930) для сопрано с оркестром, в пяти тетрадях (всего 27 песен).
Наследие композитора включает две оперы, несколько крупных оркестровых сочинений, многочисленные вокальные произведения, в том числе хоры, романсы и обработки народных песен.
Жозеф Кантелуб умер в Гриньи (Эсон) в 1957 году, в возрасте 78 лет.